# ナッティ・ナイドハート
ナッティ・ナイドハート（Nattie Neidhart、1982年5月27日 - ）は、カナダの女子プロレスラー。アルバータ州カルガリー出身。
近年はナタリア（Natalya）のリングネームでWWEに所属している。ハート・ファミリーの出身で祖父はスチュ・ハート、父はジム・ナイドハートという3代目プロレスラーである。

## 来歴
カナダのプロレス名門ハート・ファミリーに生まれ、ハート家の地下にある "ハート・ダンジョン" でトレーニングを重ねる。2003年には、1999年に復活したスタンピード・レスリングで活動を始めた。2004年には自らの技術向上のためイギリスの団体に参加し、2005年にはAtoZやNEO女子プロレスなど日本のリングにも登場（リングネームは「ナディア・ハート」）。その後はカナダへ戻り、活動を続けた。
2007年にWWEと契約し、DSWに所属。その後FCWへ移動。FCWではいとこのハリー・スミスやテディ・ハートと共に活動した。
2008年4月にスマックダウンに初登場。ビクトリアと共にディーヴァコンテストに乱入し、ミシェル・マクール、チェリーを襲撃する。この時点ではまだ素性は不明で、謎の女性とされていた。翌週、ビクトリアによって、名前は「ナタリア・ナイドハート」でジム・ナイドハートの娘であると明らかにされた（後にファミリーネームを省き、「ナタリア」の名義で活動する）。
以後はビクトリアとのコンビでミシェル・マクール&チェリーと抗争を開始。6月にはスマックダウンGMのヴィッキー・ゲレロによりディーヴァズ王座が新設されることとなり、その王座挑戦資格を勝ち取るが、同年のグレート・アメリカン・バッシュでミシェル・マクールに敗退、初代ディーヴァズ王者を逃した。
2009年2月からスマックダウン所属ながら主にECWで活動するようになる。ECWではタイソン・キッドと共にヒールとして活動し、4月の追加ドラフトにより正式にECWに移籍。その後同じくECWに移籍してきたデビッド・ハート・スミス（DHスミス）を加え、ハート・ダイナスティ（The Hart Dynasty）を結成する（結成直後は「ハート・トリロジー」と呼ばれていた）。6月のトレードでキッド、スミスと共に再びスマックダウンへ移籍し、クライム・タイムと抗争を展開した。
デビュー当時からヒールとして活動していたが、2010年のレッスルマニア26のブレット・ハートとビンス・マクマホンの一戦をきっかけにフェイスターンする。その後追加ドラフトによりキッド&スミスと共にRAWへ移籍。9月から統一ディーヴァズ王座をめぐりレイ・クール（ミシェル・マクール&レイラ）と抗争。その頃からシングルプレイヤーとしての活動が多くなり、11月15日にはキッドとスミスの仲間割れが原因でハート・ダイナスティは解散となった。11月21日のサバイバー・シリーズの2対1のハンディキャップマッチ形式の統一ディーヴァズ王座戦で勝利し、初の王座を獲得した。
2011年8月に再びヒールターンし、その後はベス・フェニックスとディーバズ・オブ・ドゥーム（Divas of Doom）を結成したが、自身は不調となり、徐々にベスに見放されていく。その後DODが自然消滅。ベビーターンしグレート・カリと恋人ギミックとなり、ホーンスワグルも携えて行動を共にし活躍。
2013年、キッドと婚約するとカリとホーンスワグルとのコンビを解散。
2014年、キッドと行動を共にすることが増える。
2017年8月20日、SummerSlam 2017にてWWEスマックダウン女子王座を保持するナオミに挑戦。終盤にナオミからスライ・オー・ミッションを仕掛けられるが切り返してシャープシューターを極める。しかし、脱出されてスプリット・レッグ・ムーンサルトを膝を立ててガードすると再度シャープシューターで極め、ギブアップを奪い勝利。ベルトを奪取した。
2021年5月、WWE女子タッグチーム王座を獲得。

## その他
- WWE史上初の3世代ディーヴァである（祖父スチュ・ハート、父ジム・ナイドハート）。
- 2013年にタイソン・キッドと結婚した。
- 日本の女子プロレス界をリスペクトしており、インタビューの中で目標とするレスラーとして豊田真奈美とライオネス飛鳥を挙げている。
- プロレス好きのUFC王者ロンダ・ラウジーと一緒に練習している。

## 得意技

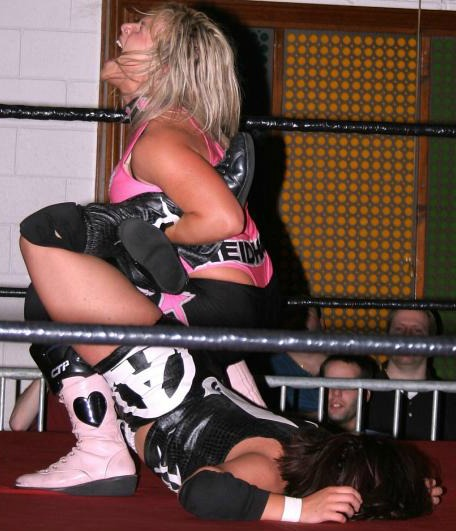
シャープシューター
現在のフィニッシャー。時折そのまま後方に倒れてブリッジを作るほどの角度をつける。
クローズライン
ディスカス・クローズライン
ローリング・ラリアット。以前はフィニッシャーとして使用していた。
滞空式ブレーンバスター
担ぎ上げて落とすまでの時間が長く、担ぎながらスクワットもする。
スナップ・スプレックス
ジャーマンスープレックス
ダブルアームスープレックス
ノーザンライトスープレックス
スクープ・スラム
パワーボム
みちのくドライバーII

## 獲得タイトル
WWE

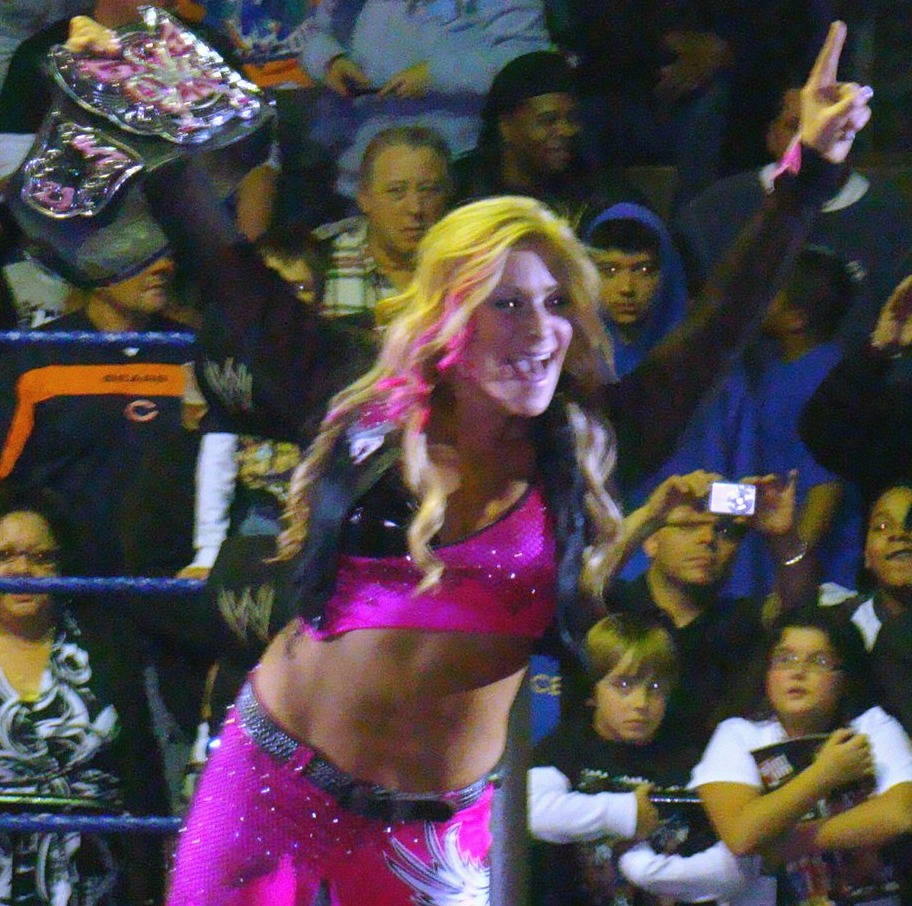
WWE統一ディーヴァズ王座

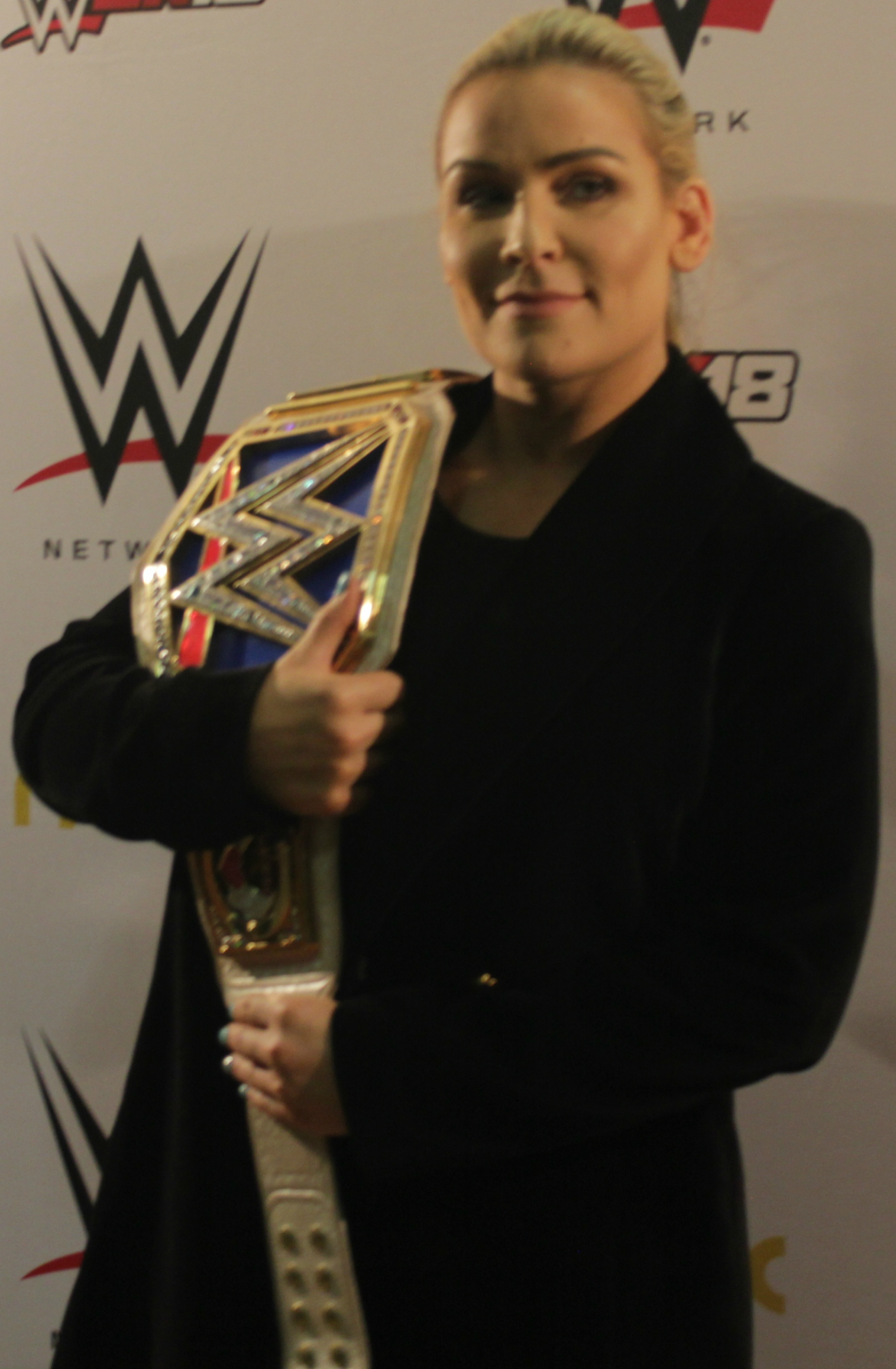
WWEスマックダウン女子王座

- WWE女子タッグチーム王座 : 1回 （w / タミーナ
- WWEスマックダウン女子王座 : 1回
- WWE統一ディーヴァズ王座: 1回

## 入場曲
- Cool Tweak
- Yeah Baby
- New Foundation - 現在使用中